# Roman-Koš
Roman-Koš (rusky i ukrajinsky Роман-Кош, krymskotatarsky Roman Qoş) je hora tvořená vápenci, nacházející se na poloostrově Krym na Ukrajině. S výškou 1545 m jde o nejvyšší vrchol Krymských hor. S prominencí 1541 m se pak jedná o nejprominentnější horu Ukrajiny.

## Přístup
Hora Roman-Koš leží na území Národního parku Krym a přístup na ni je omezen jen pro malé skupinky turistů. Nejobvyklejší výstup vede z lázeňského města Alušta, odkud je to na vrchol 14 km vzdušnou čarou.